# Rice Ridge
Rice Ridge är en bergstopp i Antarktis. Den ligger i Västantarktis. Inget land gör anspråk på området. Toppen på Rice Ridge är 1 133 meter över havet.
Terrängen runt Rice Ridge är bergig, och sluttar norrut. Trakten är obefolkad. Det finns inga samhällen i närheten. 